# Tunisha Sharma
Tunisha Sharma (Chandigarh, 4 gennaio 2002 – Mumbai, 24 dicembre 2022) è stata un'attrice indiana.

## Biografia
Tunisha Sharma nacque il 4 gennaio 2002 a Chandigarh, nel Punjab, in India.

### Morte
Si è suicidata il 24 dicembre 2022, impiccandosi sul set della serie televisiva Ali Baba: Dastaan-E-Kabul a Mumbai.

## Filmografia

### Cinema
- Fitoor (2016)
- Baar Baar Dekho (2016)
- Kahaani 2: Durga Rani Singh (2016)
- Dabangg 3 (2019)

### Televisione
- Bharat Ka Veer Putra – Maharana Pratap (2015)
- Chakravartin Ashoka Samrat (2015)
- Gabbar Poonchwala (2016)
- Sher-e-Punjab: Maharaja Ranjit Singh (2017)
- Internet Wala Love (2018–2019)
- Ishq Subhan Allah (2019–2020)
- Hero – Gayab Mode On (2021)
- Ali Baba: Dastaan-E-Kabul (2022)

### Video musicali
- Sardari (Chapter 1) (2021)
- Pyaar Ho Jaayega (2021)
- Nainon Ka Ye Rona Jaaye Na (2021)
- Tu Baithe Mere Samne (2022)
- Heeriye (2022)
- Tu Baithe Mere Samne (2022)
- Paani Na Samajh (2022)